# Wilhelm Schapp
Wilhelm Schapp (1884 – 1965) byl německý právník, filozof, Husserlův göttingenský žák.
Byl zakladatelem narativní fenomenologie neboli filozofie příběhů (Philosophie der Geschichten, Geschichtenphilosophie), která se pokouší o syntézu Husserlovy koncepce času a životního světa s motivy Heideggerovy a Wittgensteinovy filozofie. Schappova filozofie se snaží uvolnit pohled na fenomény každodenního života, pohled zastřený vědami a filozofií, v důsledku čehož je každodenní život podroben zavádějící optice. Schappovi jde o vědomě antisystematické opisování fenoménů, vždy znovu a znovu se ověřující v každém jednotlivém zkoumání: ne fenomenologie diriguje zkoumání, ale naopak nechává se tím, co chce zkoumat, dobrovolně vést. Preciznost popisů spočívá právě v tom, že to, co se dá jen těžko určit, se zachycuje v možných obměnách.
Podle Schappa být člověkem znamená být zapleten do příběhů (Menschsein heißt In-Geschichten-verstrikt-sein). Já a příběhy, já a svět tvoří nedělitelnou jednotu. Subjekt se noří do příběhů a rozpouští se v nich. Příběhy jsou apriori otevřené útvary. Já a My mají stejnou původnost, přičemž je však nelze přímo zrušit, protože každý je do stejného příběhu zapleten jinak. Mou zapletenost do příběhů nemůže za mě nikdo převzít. Můj životní příběh mohu realizovat, přežít pouze já sám. Člověk a jeho situace jsou přístupné pouze přes příběhy a jejich vyprávění.